# La guerra dei mondi (film 2005) (colonna sonora)
| Recensione    | Giudizio |
| ------------- | -------- |
| AllMusic      |          |
| Filmtracks    |          |
| ScoreNotes    | C+       |
| SoundtrackNet |          |

War of the Worlds: Music from the Motion Picture è la colonna sonora del film del 2005 La guerra dei mondi composta da John Williams.
Williams aggiunse piccoli riferimenti alle classiche colonne sonore dei film sui mostri, facendo sì che l'orchestra eseguisse un "ampio movimento" nelle scene in cui comparivano i Tripodi. Per aumentare la tensione aggiunse un coro femminile con un crescendo che assomigliava ad un urlo – che avrebbe "umanizzato" la musica, rappresentando "le vittime che soccombevano senza neanche dire un 'ah' – e un coro maschile appena udibile – che Williams comparò ai "monaci tibetani, il tono più basso conosciuto che il nostro corpo è in grado di fare" – nella scena in cui gli alieni esploravano il sotterraneo. Le uniche occasioni in cui non venne utilizzata l'orchestra fu per le narrazioni di inizio e fine film, in cui vennero utilizzati dei suoni elettronici.
L'album della colonna sonora fu pubblicato dalla Decca Records, e comprendeva la musica del film e la narrazione di Morgan Freeman di inizio e fine film.

## Album

### Tracce
Musiche di John Williams.
1. Prologue – 2:52
2. The Ferry Scene – 5:49
3. Reaching the Country – 3:24
4. The Intersection Scene – 4:13
5. Ray and Rachel – 2:41
6. Escape from the City – 3:49
7. Probing the Basement – 4:12
8. Refugee Status – 3:50
9. The Attack on the Car – 2:44
10. The Separation of the Family – 2:36
11. The Confrontation with Ogilvy – 4:34
12. The Return to Boston – 4:29
13. Escape from the Basket – 9:21
14. The Reunion – 3:16
15. Epilogue – 3:11

Durata totale: 61:01